# Макриподарис, Иакинф
Иакинф Макриподарис (греч. Υάκινθος Μακρυποδάρης, венг. Jácint Ferenc Makripodári, лат. Hyacinthus Macripodarius, рум. Giacinto Ischiota; 1610, Хиос — 30 июля 1672) — известный греческий учёный и доминиканский монах XVII века. Был доминиканским миссионером в Молдавии и епископом в османском Скопье (1645—1649), хранителем канона Эстергома и епископом Чанада (Епархия Сегеда-Чанада). Его проповеди имели большой успех и на греческом и на итальянском языках.

## Биография
Иакинф Макриподарис был греком
и родился в 1610 году на острове Хиос в Эгейском море, который в то время уже был под османским контролем. Его семья, в отличие от православного большинства острова, была католической. Ещё в молодости Макриподарис оставил свой родной остров, чтобы продолжить своё образование. С 1632 по 1636 год он учился в теологической школе в Париже.
После завершения своей учёбы, Макриподарис вернулся на Хиос, где стал викарием доминиканского монастыря.
Несколькими годами позже Макриподарис переехал в христианский квартал османской столицы, Константинополь, где он вскоре стал викарием доминиканского монастыря. Его проповеди имели большой успех и на греческом и итальянском языках. В 1645 году Макриподарис стал духовником императорского посланника в Константинополь Alexander von Greiffenklau. Это знакомство и поддержка помогли его дальнейшей карьере.
Макриподарис в дальнейшем был назначен хранителем канона Эстергома в 1645 году. После чего он направился в Вену, где Фердинанд III (император Священной Римской империи) назначил его епископом османского Скопье.
Макриподарис переехал в Скопье, где он служил Титулярным Епископом с 29 июля, 1645 года по 1649 год.
В 1646 году он переехал в Молдавию, в город Jászvásár (Яссы). В 1658 году Леопольд I (император Священной Римской империи) назначил его епископом Чанада (Епархия Сегеда-Чанада).
Он продолжил служить до 2 мая 1668 года.После этого он переехал в Nagyszombat (Трнава), где он был вторым епископом Эстергома. Макриподарис умер в 1672 году.